# Herrera del Duque
Herrera del Duque (em português: Ferreira do Duque) é um município da Espanha na comarca de La Siberia, província de Badajoz, comunidade autónoma da Estremadura, de área 277,3 km². Em 2021 tinha 3 465 habitantes (densidade: 12,5 hab./km²).

## Demografia
| Variação demográfica do município entre 1991 e 2004 [carece de fontes?] | Variação demográfica do município entre 1991 e 2004 [carece de fontes?] | Variação demográfica do município entre 1991 e 2004 [carece de fontes?] | Variação demográfica do município entre 1991 e 2004 [carece de fontes?] |
| ----------------------------------------------------------------------- | ----------------------------------------------------------------------- | ----------------------------------------------------------------------- | ----------------------------------------------------------------------- |
| 1991                                                                    | 1996                                                                    | 2001                                                                    | 2004                                                                    |
| 4120                                                                    | 4060                                                                    | 3710                                                                    | 3670                                                                    |